# Halstad (Minnesota)
Halstad es una ciudad ubicada en el condado de Norman en el estado estadounidense de Minnesota. En el Censo de 2010 tenía una población de 597 habitantes y una densidad poblacional de 748,39 personas por km².

## Geografía
Halstad se encuentra ubicada en las coordenadas 47°21′4″N 96°49′29″O / 47.35111, -96.82472. Según la Oficina del Censo de los Estados Unidos, Halstad tiene una superficie total de 0.8 km², de la cual 0.8 km² corresponden a tierra firme y (0%) 0 km² es agua.

## Demografía
Según el censo de 2010, había 597 personas residiendo en Halstad. La densidad de población era de 748,39 hab./km². De los 597 habitantes, Halstad estaba compuesto por el 93.97% blancos, el 0.17% eran afroamericanos, el 2.85% eran amerindios, el 0% eran asiáticos, el 0% eran isleños del Pacífico, el 0.84% eran de otras razas y el 2.18% pertenecían a dos o más razas. Del total de la población el 4.69% eran hispanos o latinos de cualquier raza.